# Ordine di José Martí
L'Ordine di José Martí (in spagnolo, Orden José Martí) è una onorificenza cubana, assegnata dal Governo cubano ai cittadini cubani e stranieri e ai Capi di Stato e di Governo per il loro impegno per la pace, oppure per alti riconoscimenti nel campo dell'educazione, della cultura, delle scienze, dello sport o dell'arte.
Venne realizzata dallo scultore José Delarra.

## Personalità insignite
- Daniel Ortega, Presidente del Nicaragua
- 1972 - Salvador Allende
- 1978 - Saddam Hussein
- 1985 - Thomas Sankara
- 1991 - Nelson Mandela
- 1997 - Mahathir Mohamad[2]
- 2004 - Antonio Gades
- 2004 - Gladys Marín, Segretario (1994-2002) e poi Presidente del Partito Comunista del Cile dal 2002 al 2005[3]
- 2004 - Abdullah Ahmad Badawi, Primo ministro della Malesia dal 2003 al 2009[4]
- 2004 - Hu Jintao, ex Segretario generale del Partito Comunista Cinese e presidente della Repubblica Popolare Cinese.
- 2007 - João Bernardo Vieira, expresidente del Guinea-Bissau.
- 2009 - Nguyễn Minh Triết, Presidente del Vietnam dal 2006[5]
- 2010 - Armando Hart Dávalos, intellettuale cubano[6]
- 2010 - Jacob Zuma, Presidente del Sudafrica dal 2009[7]
- 2011 - Viktor Janukovyč, Presidente dell'Ucraina dal 2010[8]
- 2014 - Xi Jinping, Segretario generale del Partito Comunista Cinese e presidente della Repubblica Popolare Cinese[9]